# Valle (Saviore)
Valle is een plaats (frazione) in de Italiaanse gemeente Saviore dell'Adamello.